# Alnasl
Alnasl eller Gamma Sagittarii (γ  Sagittarii, förkortat Gamma2 Sgr, γ  Sgr) som är stjärnans Bayerbeteckning, är en jättestjärna belägen i den mellersta delen av stjärnbilden Skytten. Den har en kombinerad skenbar magnitud på 2,98 och är klart synlig för blotta ögat. Baserat på parallaxmätning inom Hipparcosuppdraget på ca 33,7 mas, beräknas den befinna sig på ett avstånd av ca 97 ljusår (ca 30 parsek) från solen.

## Nomenklatur
Gamma Sagittarii har de traditionella namnen Alnasl (alternativt Nasl, El Nasl), Nushaba (Nash) och Awal al Warida.  Alnasl kommer det från arabiska النصل al-naşl och Nushaba från det arabiska Zujj al-Nashshaba, båda med betydelsen "pilspets". I stjärnkatalogen i kalendern Al Achsasi al Mouakket benämndes denna stjärna Awal al Waridah, vilket betyder "första stjärnan i strutsen som går ner till vattnet", från det arabiska الواردة Al Na'āma al Wārida, namnet på asterismen bestående av denna stjärna, Delta Sagittarii, Epsilon Sagittariioch Eta Sagittarii. Denna struts var tänkt som att gå ner till floden (Vintergatan) för att dricka, och en annan struts (σ, φ, τ och ζ, al Sadira) var tänkt att komma tillbaka.
Gamma Sagittarii, tillsammans med Delta Sagittarii, Epsilon Sagittarii, Zeta Sagittarii, Lambda Sagittarii, Sigma Sagittarii, Tau Sagittarii och Phi Sagittarii, består av asterismen Tekannan.
År 2016 organiserade Internationella astronomiska unionen en arbetsgrupp för stjärnnamn (WGSN) med uppgift att katalogisera och standardisera riktiga namn för stjärnor. WGSN fastställde namnet Alnasl för denna stjärna den 21 augusti 2016 vilket nu ingår i IAU:s Catalog of star Names.

## Egenskaper
Alnasl är en orange till röd jättestjärna av spektralklass K1 III. Den har en radie som har expanderat till ca 12 gånger solens, vilket anger att den har förbrukat vätet i dess kärna och utvecklats bort från huvudserien. Den utsänder från dess fotosfär ca 68 gånger mera energi än solen vid en effektiv temperatur på ca 4 760 K.
Alnasl är en del av en dubbelstjärna tillsammans med en mörkare optisk följeslagare betecknad Gamma¹ Sagittarii som befinner sig ca 50 bågminuter norr om Alnasl. Den senare är av magnitud 4,7 och en Cepheidvariabel stjärna som också har beteckningen W Sagittarii.